# Finale Coppa Italia 1994
De finale van de Coppa Italia van het seizoen 1993–1994 werd gehouden op 6 april en 20 mei 1994. Ancona nam het op tegen Sampdoria. De heenwedstrijd in het Stadio del Conero in Ancona eindigde in een scoreloos gelijkspel. De terugwedstrijd in het Stadio Luigi Ferraris in Genua eindigde in een overtuigende 6–1-zege voor Sampdoria.

## Finale

### Heenwedstrijd
|              |        |       |           |                                                                                             |
| 6 april 1994 | Ancona | 0 – 0 | Sampdoria | Stadio del Conero, Ancona Toeschouwers: 16.871 Scheidsrechter: Alfredo Trentalange (Italië) |
| 6 april 1994 |        |       |           | Stadio del Conero, Ancona Toeschouwers: 16.871 Scheidsrechter: Alfredo Trentalange (Italië) |

| Ancona | Sampdoria |

| Ancona:          |    |                       |     |
|                  |    |                       |     |
| GK               | 1  | Andrea Armellini      |     |
| RB               | 2  | Sean Sogliano         |     |
| CB               | 5  | Salvatore Mazzarano   |     |
| CB               | 6  | Miloš Glonek          |     |
| LB               | 3  | Felice Centofanti     |     |
| RM               | 7  | Fabio Lupo            |     |
| CM               | 4  | Marco Pecoraro Scanio |     |
| CM               | 8  | Andrea Bruniera       | 49' |
| LM               | 9  | Gianluca De Angelis   |     |
| CF               | 10 | Massimo Agostini      |     |
| CF               | 11 | Sebastiano Vecchiola  |     |
| Wisselspelers:   |    |                       |     |
| FW               |    | Nicola Caccia         | 49' |
| Coach:           |    |                       |     |
| Vincenzo Guerini |    |                       |     |

| Sampdoria:          |    |                     |     |
|                     |    |                     |     |
| GK                  | 1  | Gianluca Pagliuca   |     |
| RB                  | 2  | Giovanni Dall'Igna  |     |
| CB                  | 5  | Pietro Vierchowod   |     |
| CB                  | 6  | Stefano Sacchetti   |     |
| LB                  | 3  | Michele Serena      |     |
| RM                  | 7  | Attilio Lombardo    |     |
| CM                  | 4  | Ruud Gullit         |     |
| CM                  | 8  | Vladimir Jugović    | 70' |
| LM                  | 11 | Alberigo Evani      |     |
| CF                  | 9  | David Platt         |     |
| CF                  | 10 | Roberto Mancini     |     |
| Wisselspelers:      |    |                     |     |
| MF                  |    | Giovanni Invernizzi | 70' |
| Coach:              |    |                     |     |
| Sven-Göran Eriksson |    |                     |     |

### Terugwedstrijd
|             |                                                                                              |       |          |                                                                                         |
| 20 mei 1994 | Sampdoria                                                                                    | 6 – 1 | Ancona   | Stadio Luigi Ferraris, Genua Toeschouwers: 39.000 Scheidsrechter: Luciano Luci (Italië) |
| 20 mei 1994 | Vecchiola 50' (e.d.) Lombardo 58', 75' Vierchowod 65' Bertarelli 80' (pen.) Evani 85' (pen.) |       | 72' Lupo | Stadio Luigi Ferraris, Genua Toeschouwers: 39.000 Scheidsrechter: Luciano Luci (Italië) |

| Sampdoria | Ancona |

| Sampdoria:          |    |                     |     |
|                     |    |                     |     |
| GK                  | 1  | Gianluca Pagliuca   |     |
| RB                  | 2  | Giovanni Invernizzi |     |
| CB                  | 5  | Pietro Vierchowod   |     |
| CB                  | 6  | Stefano Sacchetti   | 87' |
| LB                  | 3  | Michele Serena      |     |
| RM                  | 7  | Attilio Lombardo    |     |
| CM                  | 4  | Ruud Gullit         |     |
| CM                  | 8  | Vladimir Jugović    |     |
| LM                  | 11 | Alberigo Evani      |     |
| CF                  | 9  | David Platt         |     |
| CF                  | 10 | Mauro Bertarelli    | 87' |
| Wisselspelers:      |    |                     |     |
| MF                  |    | Fausto Salsano      | 87' |
| DF                  |    | Moreno Mannini      | 87' |
| Coach:              |    |                     |     |
| Sven-Göran Eriksson |    |                     |     |

| Ancona:          |    |                       |     |
|                  |    |                       |     |
| GK               | 1  | Alessandro Nista      |     |
| RB               | 2  | Stefano Fontana       |     |
| CB               | 5  | Salvatore Mazzarano   |     |
| CB               | 6  | Miloš Glonek          |     |
| LB               | 3  | Sean Sogliano         |     |
| RM               | 7  | Fabio Lupo            |     |
| CM               | 4  | Marco Pecoraro Scanio |     |
| CM               | 8  | Massimo Gadda         | 59' |
| LM               | 10 | Gianluca De Angelis   | 68' |
| CF               | 9  | Massimo Agostini      |     |
| CF               | 11 | Sebastiano Vecchiola  |     |
| Wisselspelers:   |    |                       |     |
| FW               |    | Nicola Caccia         | 59' |
| DF               |    | Andrea Bruniera       | 68' |
| Coach:           |    |                       |     |
| Vincenzo Guerini |    |                       |     |

1922 ·
1923–1935 ·
1936 ·
1937 ·
1938 ·
1939 ·
1939 ·
1939 ·
1939 ·
1939 ·
1944–1957 ·
1958 ·
1959 ·
1960 ·
1961 ·
1962 ·
1963 ·
1964 ·
1965 ·
1966 ·
1967 ·
1968 ·
1969 ·
1970 ·
1971 ·
1972 ·
1973 ·
1974 ·
1975 ·
1976 ·
1977 ·
1978 ·
1979 ·
1980 ·
1981 ·
1982 ·
1983 ·
1984 ·
1985 ·
1986 ·
1987 ·
1988 ·
1989 ·
1990 ·
1991 ·
1992 ·
1993 ·
1994 ·
1995 ·
1996 ·
1997 ·
1998 ·
1999 ·
2000 ·
2001 ·
2002 ·
2003 ·
2004 ·
2005 ·
2006 ·
2007 ·
2008 ·
2009 ·
2010 ·
2011 ·
2012 ·
2013 ·
2014 ·
2015 ·
2016 ·
2017 ·
2018 ·
2019 ·
2020 .
2021 .
2022 .
2023 .
2024 .